# Stockwerk Gröbenzell

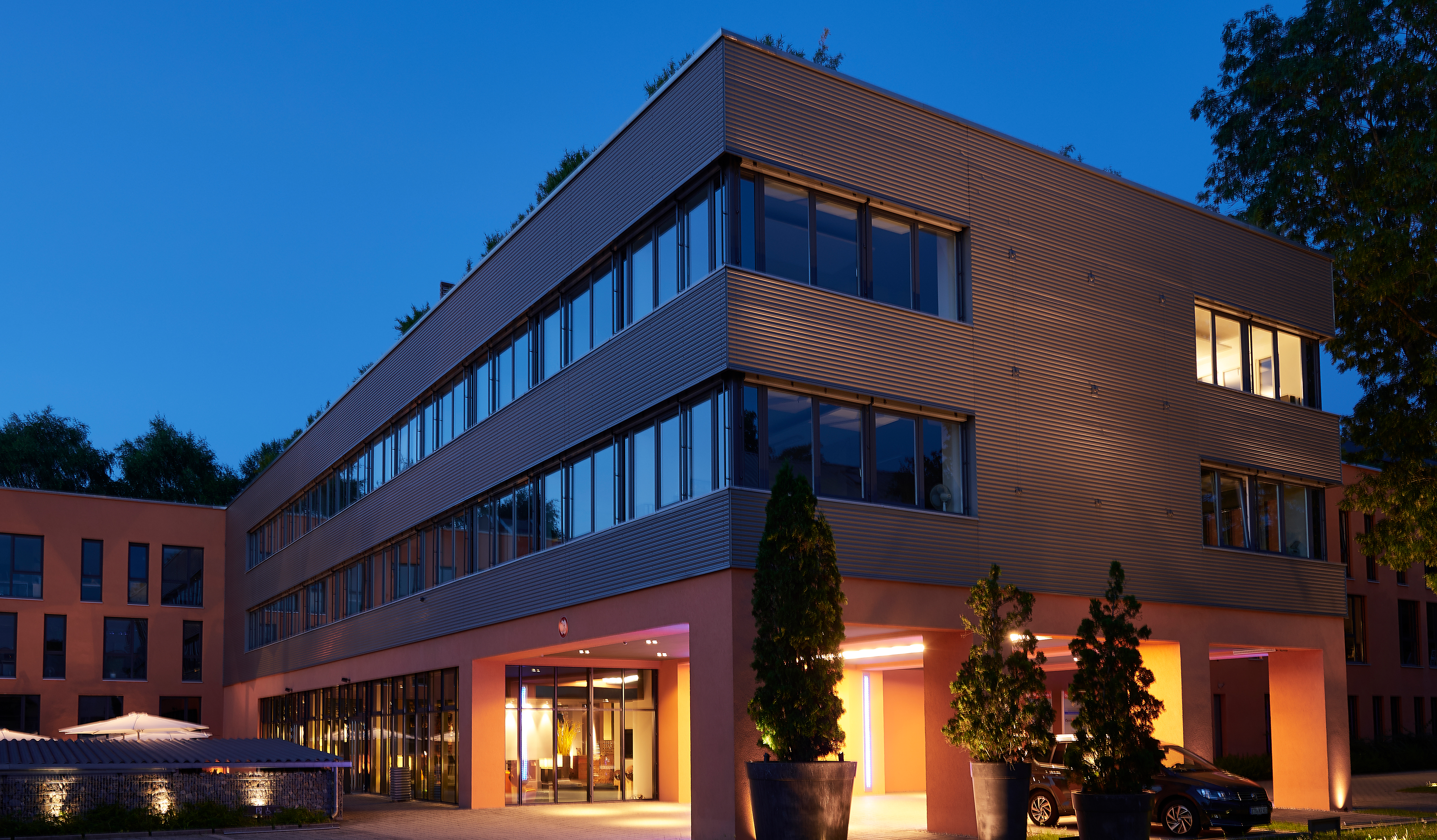
Außenansicht der Oppelner Straße

Das Kulturzentrum Stockwerk in Gröbenzell im Landkreis Fürstenfeldbruck bei München ist ein Büro- und Kulturzentrum, das 2001 erbaut wurde. Jährlich finden im Stockwerk rund 50 kulturelle Veranstaltungen statt. Das Kulturprogramm umfasst Kabarett, Lesungen und Konzerte, aber auch Partys wie die „Stockwerk Lounge“. Bis 2024 haben über 150.000 Gäste die verschiedenen Kulturveranstaltungen und Events besucht. 2018 prämierte die Süddeutsche Zeitung dieses Wirken mit dem „Tassilo-Preis“.

## Gebäudekomplex und Organisation
Die Finanzierung des Kulturbetriebs erfolgt durch die Einnahmen aus dem Verkaufserlös der Eintrittskarten. Die Räumlichkeiten werden von den Mietern des Bürozentrums kostenfrei zur Verfügung gestellt. Dadurch erfolgt die Kulturarbeit im Stockwerk im Gegensatz zu den Kulturhäusern der benachbarten Kommunen in Fürstenfeldbruck, Germering und Puchheim, ohne Förderung und Finanzierung bzw. Mitsprache durch die öffentliche Hand.
Das Stockwerk besteht aus drei Gebäudekomplexen, in denen rund 60 Unternehmen mit circa 600 Mitarbeitern auf einer Gesamtfläche von 18.000 m² untergebracht sind. Die Gebäude sind in den Jahren 2001–2009 von einem regionalen Architekturbüro geplant und umgesetzt worden. Bis 2017 gab es auch ein Hotel. Die Gebäude wurden architektonisch von Beginn an so konzipiert, dass sich ein schönes Ambiente und eine hochwertig ausgestattete Arbeitsumgebung zu einem harmonischen Gesamtkonzept mit einem regelmäßigen Kulturangebot verbindet. Die Mischung aus „Arbeit und Vergnügen“ hat über die Jahre dazu geführt, dass das Stockwerk sowohl bei Unternehmen als auch bei Kulturschaffenden und deren Publikum über einen über die Landkreisgrenzen hinweg hervorragenden Namen genießt.
Seit 2020 sind alle Gebäudekomplexe klimaneutral. Dafür hat das Stockwerk das conclimate Siegel erhalten.
Von Oktober 2015 bis September 2021 war das Rathaus der Gemeinde Gröbenzell im Stockwerk-Gebäude in der Danziger Straße untergebracht. Seit Oktober 2021 ist dieses Gebäude komplett von der Klinikversorgung einer Apotheke mit Reinraumlabor angemietet.
Eigentümer des Kulturzentrums sowie des gesamten Gebäudekomplexes ist der Unternehmer Christian Stock, von dessen Namen sich der Name Stockwerk ableitet. 

## Künstler im Stockwerk

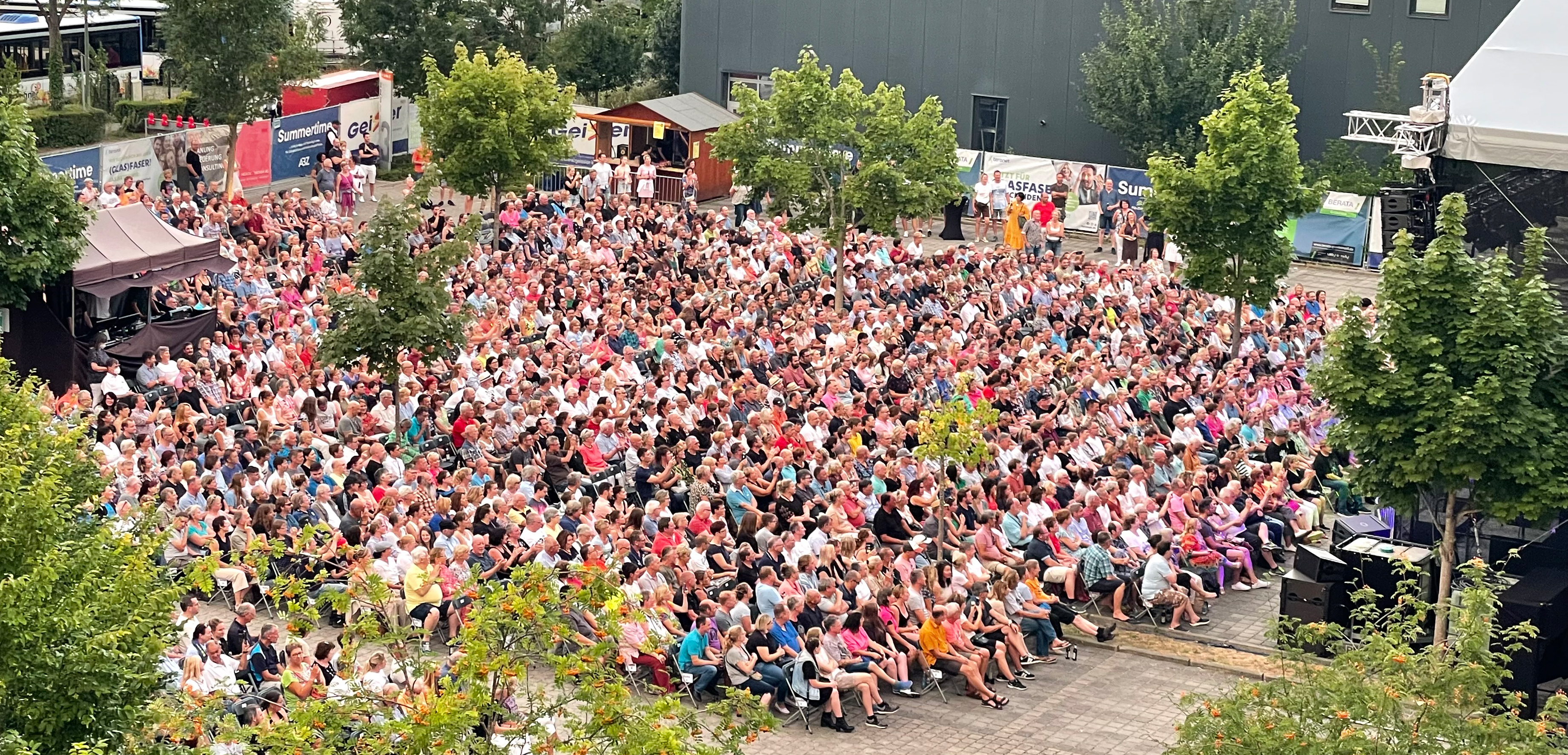

Seit 2001 finden regelmäßig Kabarett, Comedy, Konzerte, Orgelkonzerte, Lesungen, Theater, die Stockwerk Lounge sowie seit 2020 das Stockwerk Sommer Open Air statt. Die Location bietet Platz für 700 Personen mit 320 Sitzplätzen, im Außenbereich für bis zu 2.000 Personen.
Künstler wie Rainhard Fendrich, Gerhard Polt, Konstantin Wecker, Howard Carpendale, Bruno Jonas, Axel Hacke, Günter Grünwald, Harry G, Willy Astor, Django Asül, die Spider Murphy Gang, Haindling, Helmut Schleich, Martin Frank und Vicky Leandros traten im Stockwerk auf.

„Da ist jemand unterwegs, sich neben den drei großen Kulturveranstaltern im Landkreis – Germering, Fürstenfeld und Puchheim – zu etablieren und vielleicht sogar etwas an deren Podest zu kratzen.“

## Auszeichnungen
Im April 2018 wurde Veranstalter Thomas Breitenfellner für sein „unermüdliches“ kulturelles Engagement im Stockwerk mit dem „Tassilo“, dem Kulturpreis der Süddeutschen Zeitung geehrt. Die Jury würdigte dabei vor allem, dass es Breitenfellner gelungen sei, dem Publikum über viele Jahre ein konstant hochwertiges Programm zu bieten, ohne dabei von der öffentlichen Hand Unterstützung zu erhalten. Dies sei im Kulturbetrieb ungewöhnlich.

„In Zeiten, in denen ähnliche Veranstaltungsorte jährlich mit Millionenbeträgen subventioniert werden, eine beachtenswerte Leistung. Zumal Gröbenzell anders als Fürstenfeldbruck, Germering und Puchheim selbst kein Kulturhaus betreibt. Weil das aus Privatinitiative entstandene Stockwerk sich seit seiner Gründung zu einem der wichtigsten Veranstaltungsorte des Landkreises entwickelt hat, ist es nun mit dem Tassilo-Kulturpreis der Süddeutschen Zeitung ausgezeichnet worden.“

## Ausstellungen im Stockwerk
- 2002 Vernissage Annette Roeder, Antonia Baginski, Bruno Kiesel, Gabi Baeff, Tobias Melle
- 2004 Ausstellung „kunst im stockwerk“ Boris Baginski, Walter Kopp, Tobias Melle, Manuela Ostadal, Irmengard Ram, Stefan Sonntag
- 2004 Ausstellung „Zusammenspiel“ Ivan Baschang, Martin Müller, Rose-Marie Altrogge, Susanne Clever, Walter Kopp
- 2005 Ausstellung „color.naise“ Artinvaders, Hakan Evcin, Walter Kopp, Hubert Kretschmer, Ulrich Otto
- 2005 Ausstellung „tag und nacht“ Martin Cambeis, Petra Hoch-Dosch, Walter Kopp, Claudia Liekam, Günter Pusch, Christoph Wagner
- 2006 Ausstellung Andreas Kuhnlein, Alexander Nüßlein, Heinz Haberkorn
- 2007 Ausstellung Gabriele Maier, Reinhard Osiander, Manuela Ostadal, Irmengard Ram, Peter Schwenk
- 2008 Ausstellung Amira Hanna, Peter Hahn, Peter Klossowski, Sabine Capek, Thomas Heyl
- 2008 Ausstellung Anke Pallokat, Rainer Ern, Thomas Lehnigk, MexCarmino
- 2009 Ausstellung Fred Schneider, Miki Früh, Petra Beeking, Ruth Jäger, Timm Zorn
- 2009 Ausstellung Hubert Kretschmer, Cornelia Kroiß, Heike Ratfisch, Stefan Weber
- 2010 Ausstellung Gaby Wiegran, Andreas Kruse, Alexander Zietzschmann, Gerhard Knell
- 2011 Ausstellung Inge Frank, Tobias Melle, Frank Pollok, Katharina Gegenwart-Holtz, Valerij Pabst
- 2012 Ausstellung Peter Knirsch, Anna Maria Kapsner, Tomas Nitter, Remo Leghissa, Reinhard Mohr
- 2017 Ausstellung Walter Kopp

## Orgel im Stockwerk

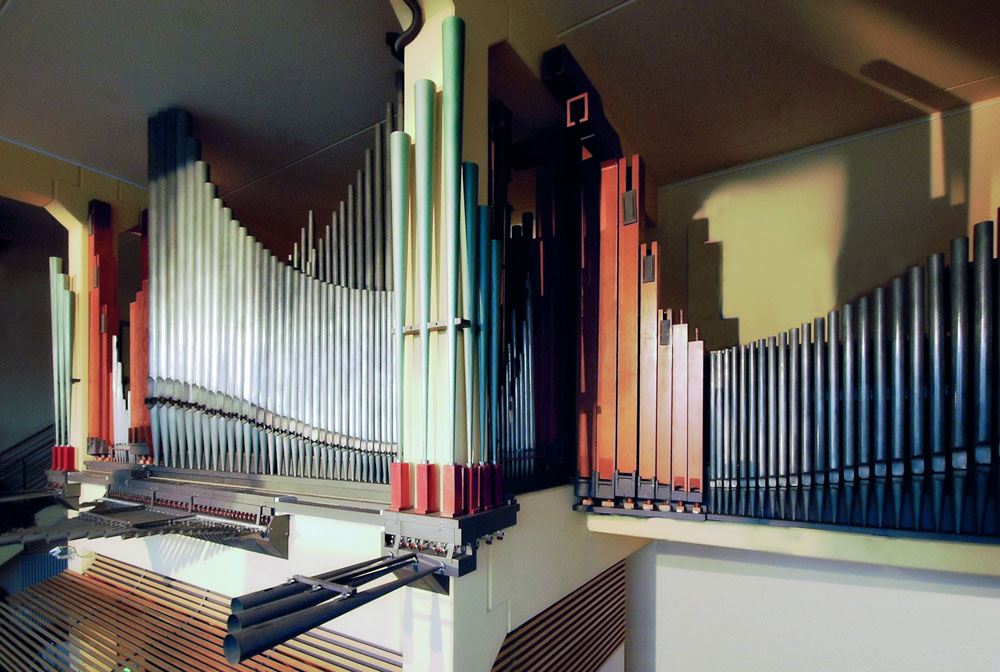
Größte Orgel, die in einem Bürogebäude eingebaut wurde

Ein künstlerisches Alleinstellungsmerkmal ist die individuell angefertigte Harder-Völkmann-Orgel. Sie ist mit heute 3024 Pfeifen die weltweit größte Orgel, die jemals in ein Bürogebäude eingebaut wurde. Das von dem Orgelbauer Markus Harder-Völkmann konzipierte und erbaute Instrument erhielt eine eigens in Zusammenarbeit mit dem Physiker Jürgen Scriba entwickelte Steuerelektronik, die die Ventile zu den Orgelpfeifen über einen Datenbus aktiviert. Integriert in die Gesamtorgelanlage ist ein 1953 von Paul Faust erbautes Instrument, das ehemals in einer Duisburger Kirche stand. Die Orgel umfasst heute 69 Register aus 40 Pfeifenreihen, ein Klavier, ein Akkordeon sowie das umfangreichste Orgelglockenspiel und die einzige Orgelmarimba in Europa. Damit ist sie eines der innovativsten Instrumente der Orgellandschaft Oberbayern. Auf der Harder-Völkmann-Orgel spielen regelmäßig international wichtige Interpreten wie Wolfgang Seifen, Kalevi Kiviniemi, Christian Schmitt, Barbara Dennerlein, Nathan Laube, Thomas Heywood, Steven Tharpe, Paolo Oreni, Mathias Rehfeldt sowie Christoph Hauser, der das Instrument als Titularorganist betreut.